# 波浪動力船
波浪动力船是一種透過駕馭海浪的能量、進而推进的船。

## 船

### 已建造的船
迄今为止，只有一艘船由海浪駕馭鳍所推动：
- 三得利美人鱼 II [1] [2] [3]

美人鱼2號使用安装在船头的被动鳍机构。鳍片和弹簧的组合用來收集海浪能量，然后将其释放成为向前推进的驱动器。

### 船的概念
1. 具有海浪駕馭鳍的船舶概念，如上文所述的“三得利美人鱼”：
- E/S Orcelle[註 1] [4]一个大型汽车渡轮的概念设计已经进行了规划。计划将波浪能用作其能源供应的次要组成部分，其主要来源是氢燃料。
- 斯蒂芬·索尔特的鴨式波浪能設備Cloudseeder[5][6]

2. 具有多个船体的船，可在彼此之间移动。
- “Oeko-Trimaran”[7] [8]， 利用固定的“Pelamis波浪能（英语：Pelamis wave power）”發電厂的原理，通过波浪能生产氢燃料。還有，太阳能和风能（风力涡轮机）可當作是在生产燃料，在船舶停泊期间也能发挥作用。